# Olcani
Olcani (korziško Ogliastru) je naselje in občina v francoskem departmaju Haute-Corse regije - otoka Korzika. Leta 1999 je naselje imelo 55 prebivalcev.

## Geografija
Kraj leži na severovzhodu otoka Korzike na rtu Cap Corse, 43 km severozahodno od središča Bastie.

## Uprava
Občina Olcani skupaj s sosednjimi občinami Brando, Canari, Nonza, Ogliastro, Olmeta-di-Capocorso, Pietracorbara in Sisco sestavlja kanton Sagro-di-Santa-Giulia s sedežem v Brandu. Kanton je sestavni del okrožja Bastia.